# Dìdi
Pour les articles homonymes, voir Didi et Didi (homonymie).
Pour plus de détails, voir Fiche technique et Distribution.
Dìdi (弟弟) est une comédie dramatique américaine de 2024, écrite, réalisée et produite par Sean Wang (en), à ses débuts en tant que réalisateur.
Il met en vedette Izaac Wang, Shirley Chen, Chang Li Hua et Joan Chen. Carlos López Estrada et Chris Columbus sont respectivement producteurs et producteurs exécutifs sous leurs bannières AntiGravity Academy et Maiden Voyage.
Il a eu sa première mondiale au Sundance Film Festival le 19 janvier 2024 où il remporte le Prix du public dans la section U.S. Dramatic and U.S. Dramatic Special Jury Award: Ensemble.

## Synopsis
Lors de l'été 2008, à Fremont, en Californie, Chris Wang, un jeune Américain d'origine taïwanaise de 13 ans profite du dernier mois de vacances avant de passer au lycée. La relation avec sa mère Chungsing est tendue en raison de leur origine culturelle différente et de la grande différence d'âge. Chris décide d'apprendre des choses que sa famille ne peut pas lui apprendre. Il s'agit notamment du skateboard, du flirt et de la façon d'aimer sa mère. Il fait la connaissance du mal d'amour pour la première fois, de vieilles amitiés se brisent et de nouvelles se créent. De plus, les médias sociaux n'en sont encore qu'à leurs balbutiements,.

## Fiche technique
- Titre original : Dìdi
- Réalisation : Sean Wang (en)
- Scénario : Sean Wang
- Photographie : Sam A. Davis
- Montage : Arielle Zakowski
- Musique : Giosuè Greco
- Production : Sean Wang, Carlos López Estrada
- Sociétés de production :
- Pays de production : États-Unis
- Langue originale : anglais
- Format : couleur
- Genre : comédie dramatique
- Durée : 91 minutes
- Dates de sortie :
  - États-Unis : 19 janvier 2024 (festival du film de Sundance)
  - France : 16 juillet 2025[5]

## Distribution
- Izaac Wang : Chris Wang
- Joan Chen : Chungsing Wang
- Shirley Chen : Vivian Wang
- Chang Li Hua : Nai Nai
- Mahaela Park : Madi
- Raul Dial : Fahad
- Aaron Chang : Soup
- Chiron Cillia Denk : Donovan
- Sunil Mukherjee Maurillo : Corey
- Montay Boseman : Nugget

## Récompenses et distinctions
- (en) Dìdi: Awards, sur l'Internet Movie Database

## Production
Le tournage principal a eu lieu en juillet 2023, à Fremont, en Californie. Le film se compose principalement d'acteurs débutants, originaires de la Bay Area. Le film a déjà été sélectionné pour le laboratoire de scénarisation et de réalisation du Sundance Institute 2023 et pour la bourse SFFILM Rainin 2022,.

## Première mondiale
Il a eu sa première mondiale au Festival du film de Sundance 2024 le 19 janvier 2024.